# Бунге, Эльза Беата
Эльза Беата Бунге (швед. Elsa Beata Bunge, урождённая Вреде швед. Wrede; 1734—1819) — шведская дворянка, ботаник и писательница.

## Биография
Родилась 18 апреля 1734 года в семье государственного деятеля барона Фабиана Вреде и Катарины Шарлотты Спарре. Родилась на территории Великого герцоргства Финляндского, в деревне Пейппола, которая сейчас входит в состав города Порвоо.
В 1761 году вышла замуж за графа Свена Бунге. Она была поклонницей ботаники и обладала большой оранжереей на своей усадьбе Beateberga; название усадьбы означает «гора Беаты». Бунге была связана со Шведской королевской академией наук и переписывалась с Линнеем. Написала ботанический труд Om vinrankors beskaffenhet efter sjelfva naturens anvisningar («О природе винограда на взгляд самой природы») с таблицами (1806); за эту работу была признана как ботаник.
Графиня Бунге привлекала внимание тем, что одевалась как мужчина, не носила юбку. О ней написано много рассказов и анекдотов. Во время правления Густава III (1771—1792) монарх заметил странно одетую женщину в Королевском оперном театре Швеции и спросил, кто она такая. Бунге ответила: «Скажите Его Величеству, что я дочь государственного деятеля Фабиана Вреде и замужем за государственным деятелем Свеном Бунге».
Скончалась в своей усадьбе 19 января 1819 года.

## Публикации
- Om vinrankors beskaffenhet efter sjelfva naturens anvisningar (1806)